# Vejkey Imre
Vejkey Imre (Budapest, 1964. január 15. –) jogász, a KDNP országgyűlési képviselője, 2018-től az Országgyűlés Igazságügyi bizottságának elnöke.

## Élete és politikai pályája
Felsőfokú tanulmányait az Eötvös Loránd Tudományegyetem Állam- és Jogtudományi Karán végezte, ahol diplomáját 1989-ben szerezte meg. Ezt követően 1994-ben szerzett másoddiplomát közgazdászként a Budapesti Közgazdaságtudományi Egyetemen. 2007 és 2011 között pedig a Pázmány Péter Katolikus Egyetem Posztgraduális Intézetében tanult kánonjogászként. 1991-ben lett tagja Budapest Ügyvédi Kamarának, és tanulmányai mellett ügyvédként dolgozott.
A politikával 2003 óta foglalkozik, mióta belépett a Kereszténydemokrata Néppártba. Már 2006-ban tagja lett a párt országos választmányának, 2007 és 2010 között pedig a KDNP delegáltja volt az Országos Választási Bizottságban. 2006 óta aktív tanácsadói tevékenységet végez a Fidesz-KDNP jogalkotói munkáját segítve. 2006 és 2010 között Budapest XII. kerületének, Hegyvidék önkormányzati képviselője volt. A 2010-es magyarországi országgyűlési választáson a Tolna megyei listáról bejutott az Országgyűlésbe. Aktív képviselői munkát végzett, és tevékeny szerepet vállalt az új Alaptörvény szerkesztésében is. Országgyűlési munkája mellett a ciklusban az Európa Tanács strasbourgi Parlamenti Tanácsának képviselője volt. A 2014-es magyarországi országgyűlési választáson ismét mandátumot szerzett, immáron azonban országos listáról. Jelenleg a Mentelmi Bizottság elnöke.
2012 óta a KDNP országos választmányának titkára, 2013-ban pedig a Szakértő Tanácsának elnökének választották meg. A Barankovics István Alapítvány Felügyelőbizottságának tagja 2011 januárja óta.
2020. április 14-én, a Parlament Igazságügyi Bizottságának ülésén Szél Bernadettnek adott válaszában azt mondta a transznemű emberek nemének hivatalos megváltoztatásának betiltásával kapcsolatban: „Az, hogy az érintettek hogy látják, teljesen közömbös.”
2020-ban feljelentette Pápai Gábor karikaturistát, a Népszavában április 28-án megjelent, Krónikus című karikatúrájáért. A rajz Müller Cecília országos tisztifőorvost ábrázolja a kereszten függő Jézus előtt, azzal a szöveggel, hogy „Alapbetegsége függőséget okozott.” Vejkey állítása szerint a lap megsértette a keresztény közösség méltóságát. A bíróság első fokon megállapította, hogy a rajz a Covid19-koronavírus-járvány kezelését bírálta, így Müller Cecília hivatali minőségében kapta a kritikát. Vejkey fellebbezett, mire Pápait másodfokon elítélték és bocsánatkérésre kötelezték.